# 漫画中的LGBT主题

同床共榻的布鲁斯·韦恩与迪克·格雷森。截图出自《蝙蝠侠》第84期（DC漫画1994年6月出版）。弗雷德里克·魏特汉曾使用此图例证漫画能促使同性恋。

漫画中的LGBT主题（英語：LGBT Themes in Comics）是一个相对较新的概念，由于历史上的反同性恋漫画审查制度导致与女同性恋、男同性恋、双性恋及跨性恋（LGBT）等相关的主题或角色被漫画杂志和连环漫画所遗漏；LGBT内容仅能通过暗指、潜台词及推测的形式存在于漫画作品中。但是，在20世纪初还不得不处于隐藏状态的LGBT角色在20世纪末及21世纪初变得公开，漫画出版界也逐渐包容起来。现在的漫画作品已经开始探讨出柜挑战、社会歧视及LGBT角色间的个人与浪漫关系。
在1954年到1989年期间，美国主流漫画中任何与LGBT有关的内容都被漫画准则管理局所禁止， 主流漫画里仅保留了与LGBT角色性取向和自我认同有关的微妙暗示和潜台词。但是从1970年代开始，LGBT主题的漫画开始在地下漫画圈中出现。这些有LGBT创作者所绘制并独立出版的单本或系列漫画作品以解决LGBT读者感兴趣的政治问题的自传体故事为特色。第一个于美国连环漫画中登场的公开同性恋角色于1970年代末出现在一部知名连环漫画中，并在1980年代大受欢迎。而到了1990年代，平等和开放的LGBT主题在美国主流漫画中变得越来越普遍，甚至还出现了一些以同性恋角色为主角的漫画作品。时至今日，教育读者有关LGBT相关议题的连环漫画会在以LGBT群体为目标的出版社和网络漫画平台联合发行。
在欧洲和日本的流行漫画中，LGBT主题则有不同的发展经历。由于欧洲没有漫画审查制度并较好地接受了漫画作为成人娱乐媒介的存在，因此欧洲漫画从最早开始就更具有包容性，同时也减少了LGBT主题在其漫画作品中的争议性。这些著名的创作者所创作的漫画作品来自法国、比利时、西班牙、德国和英国。日本漫画中的LGBT主题传统包括了1970年代兴起于少女漫画中的耽美和百合类别。不过这些作品大多过于浪漫和理想化，并且还包括原型人物并非同性恋者的角色。不过随着日本在1990年代出现“同性恋潮（Gay Boom）”，一批针对LGBT读者并由酷儿创作者创作的漫画作品纷纷诞生。这其中包括针对男同性恋读者的蔷薇向漫画和针对女同性恋读者的百合向漫画，这些漫画的主题通常更具现实意义和自传性质。而在色情漫画中，还包括了针对女同性恋者和跨性别者性描写。
漫画中对LGBT主题的描写可以得到好几个著名奖项的认可，这其中就包括银河光谱奖和GLAAD媒体奖杰出漫画杂志及连环漫画。朗姆达文学基金会在1988年就设立了“朗姆达文学奖”用于表彰LGBT相关的著名文学作品，而该奖在2014年为包括漫画在内的图形作品设立了专门的类别。于2003年成立并旨在推动漫画中LGBT主题发展的非营利组织——棱镜漫画在2005年为相应的漫画创作者提供了“酷儿出版补助金”。

## 延伸阅读
- Morgan Slade.  (). ComicsVerse, LLC. 2017-06-22  [2022-09-04]. （原始内容存档于2021-12-27） （英语）.

- Emmett Furey. . 漫画书资源网. 2007-07-16  [2022-09-04]. （原始内容存档于2022-10-13） （英语）.

- Emmett Furey. . 漫画书资源网. 2007-07-17  [2022-09-04]. （原始内容存档于2022-10-13） （英语）.

- Emmett Furey. . 漫画书资源网. 2007-07-18  [2022-09-04]. （原始内容存档于2022-10-13） （英语）.

- Emmett Furey. . 漫画书资源网. 2007-07-19  [2022-09-04]. （原始内容存档于2022-10-14） （英语）.

### 出处
1. ↑  Amy Kiste Nyberg. . University Press of Mississippi. 1998: 143, 175–176  [2022-09-03]. ISBN 9780878059751 （英语）.

### 文献
- Haggerty, George E. Haggerty, George E.; Zimmerman, Bonnie; Beynon, John; Eisner, Douglas , 编.  2nd Edition. 阿宾顿: 泰勒-弗朗西斯. 2000. ISBN 9780815318804 （英语）.

- Lopes, Paul. . 费城: 天普大学出版社. 2009. ISBN 9781592134434 （英语）.

- Miller, Ann. . 布里斯托尔: Intellect Book. 2007. ISBN 9781841501772 （英语）.